# Én és a nagyapám
Az Én és a nagyapám 1954-ben bemutatott színes, magyar film, amelyet Gertler Viktor rendezett. A film jeleneteit Dunaújvárosban (akkor még: Sztálinváros), Almásfüzitőn, illetve a budapesti Széchenyi-hegyi Gyermekvasút (akkor még: Budapesti Úttörővasút) Szépjuhászné (akkor még: Ságváriliget) állomásán forgatták.

## Cselekmény
A szocializmus idején játszódó történet helyszíne egy új szocialista város, ahová mindenki vándormadárként érkezik, köztük Tóth Berci a részeges nagyapjával együtt, illetve a Daru család, akik faluról jöttek. Berci azért válik különccé az iskolában, mert mindenkinél ügyesebb és leleményesebb, Daru Kati meg a libája miatt. A két gyerek között barátság szövődik, és lassan az iskolába is beilleszkednek, hogy aztán mindketten úttörők lehessenek.

## Szereplők
- Koletár Kálmán – Tóth Berci
- Gózon Gyula – Nagypapa
- Ruttkai Éva – Margit néni
- Balázs Samu – Králik Vencel
- Vígh Magda – Daru Kati
- Kelemen Éva – Daruné
- Bikády György – Daru
- Balassa Gábor – Oszoli
- Gyárfás Endre – Misi
- Ferkai Tamás – Kubicska
- Csorba László – Bakos
- Rajnai Gábor – Zách nagyapja
- Pethes Sándor – Kefehajú
- Agárdy Gábor – Tanító
- Horváth László – Ferkó
- Kovács Gyula – Zách
- Kuti Marika – Sári
- Kádár György – Veres
- Madarász Mária – Zsuzsa
- Rajnai Gábor – Gondnok
- Vígh Magda – Daru Kati

További szereplők: Asztalos Géza, Bakos Gyula, Bárdy György, Basilides Zoltán, Dózsa István, Egri Marika, Hlatky László, Károlyi Csaba, Orbán Viola, Palotai István, Vámos Ica

## Televíziós megjelenések
MTV1, MTV2 / M2, Duna TV, Pécsi VTV, Filmmúzeum, Humor 1, Hír TV